# Ordine al merito per la Patria (Armenia)
L'Ordine al merito per la Patria è un'onorificenza dell'Armenia.

## Storia
L'onorificenza è stata istituita il 9 agosto 2014.

## Classi
L'Ordine dispone delle seguenti classi di benemerenza:
- I classe
- II classe

| Nastri    | Nastri   |
| --------- | -------- |
| II classe | I classe |

## Assegnazione
La I Classe è assegnata ai membri delle Forze Armate e delle altre truppe della Repubblica di Armenia, ai dipendenti e funzionari di agenzie statali e dei governi locali, così come ai cittadini della Repubblica di Armenia e agli armeni che non sono cittadini della Repubblica di Armenia.
La II Classe è assegnata al personale militare delle Forze Armate e delle altre truppe della Repubblica di Armenia, ai dipendenti e funzionari di agenzie statali e dei governi locali, così come ai cittadini della Repubblica di Armenia e agli armeni che non sono cittadini della Repubblica di Armenia per gli altri risultati significativi. Patria.

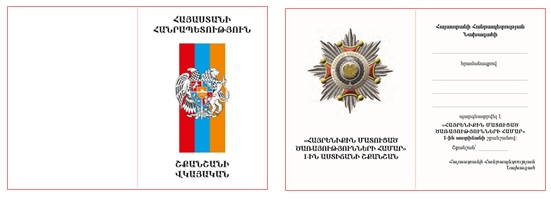
Documento di attestazione della I Classe

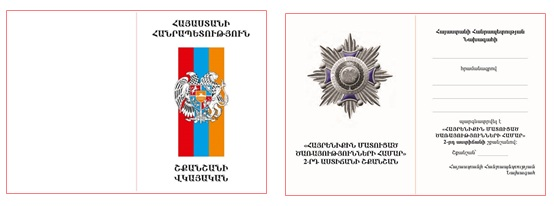
Documento di attestazione della II Classe

## Insegne
- L'insegna è argentata per la II classe e smaltata per la I classe.
- Il nastro della II classe è completamente viola mentre quello per la I classe è completamente rosso.